# Frómista (kommunhuvudort)
Frómista är en kommunhuvudort i Spanien.   Den ligger i provinsen Provincia de Palencia och regionen Kastilien och Leon, i den norra delen av landet, 210 km norr om huvudstaden Madrid. Frómista ligger 781 meter över havet och antalet invånare är 920.
Terrängen runt Frómista är platt. Runt Frómista är det mycket glesbefolkat, med 7 invånare per kvadratkilometer. Närmaste större samhälle är Carrión de los Condes, 18,1 km nordväst om Frómista. Trakten runt Frómista består till största delen av jordbruksmark.